# Suzanne Voilquin

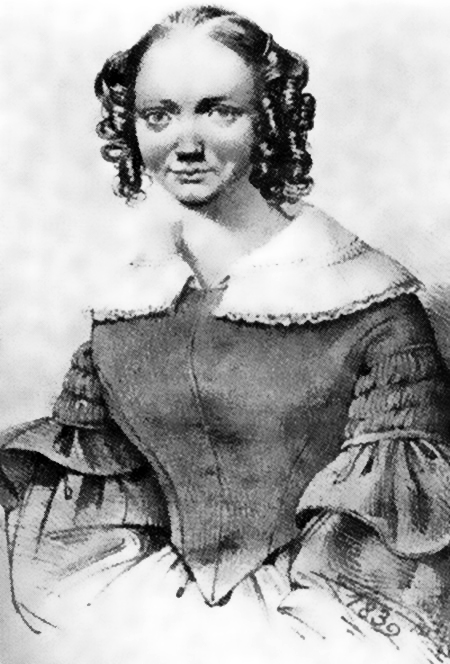
Suzanne Voilquin, Porträt, 1839

Suzanne Voilquin, geborene Jeanne Suzanne Monnier, (* 17. Dezember 1801 in Paris; † 24. Oktober 1876 in Saint-Mandé) war eine französische Feministin, Sozialistin, Journalistin, Hebamme und Autorin, die vor allem als Herausgeberin der Tribune des femmes, der ersten feministischen Arbeiterzeitschrift, und durch ihre Memoiren Souvenirs d’une fille du peuple: ou, La saint-simonienne en Égypt bekannt wurde.

## Leben
Suzanne  Monnier wurde 1801 in Paris in einer Arbeiterfamilie geboren. Ihr Vater, der an der Französischen Revolution teilgenommen hatte, war Arbeiter im Hutmachergewerbe. Die Mutter, die sie erzog, war praktizierende Katholikin und schickte sie zur Grundschulbildung in die Klosterschule der Filles de la Charité im Quartier Saint-Merri. Nach der Lektüre der Philosophen der Aufklärung wird Voilquin später den katholischen Glauben ablehnen. 1821 starb ihre Mutter an Krebs, nachdem sie ihre Krankheit vor ihrer Familie verheimlicht hatte. 1823 wurde Voilquin zusammen mit ihrer jüngeren Schwester Stickerin, nachdem das Unternehmen ihres Vaters bankrottgegangen war.
1825, im Alter von 24 Jahren, heiratete sie den Druckereiarbeiter Eugène Voilquin. Das Paar wurde zu Anhängern des Saint-Simonismus, einer utopischen sozialistischen Bewegung. Zu ihren Führern gehörten Barthélemy Prosper Enfantin und Saint-Amand Bazard. Voilquin fühlte sich besonders von dem Aufruf der Bewegung an die Arbeiterinnen und Frauen, „die ärmste und zahlreichste Klasse“, angezogen. Die Popularität der Saint-Simonianer und ihr Glaube an die Befreiung der Frauen brachten die Gruppe in Schwierigkeiten mit den französischen Behörden. Nach einem spektakulären Prozess wurden Enfantin, Charles Duveyrier und Michel Chevalier 1832 ins Gefängnis geworfen, und die Bewegung löste sich auf.
Suzanne und Eugène Voilquin vollzogen in der Zwischenzeit eine inoffizielle Scheidung und Eugène Voilquin ging im Anschluss nach Louisiana.
Von 1832 bis 1834 schrieb und redigierte Voilquin für die Tribune des femmes, die erste bekannte feministische Zeitschrift der Arbeiterklasse. Die Redakteurinnen lehnten unter anderem die Verwendung von Nachnamen ab, da sie die Frauen entweder ihren Vätern oder ihren Ehemännern unterordneten. Voilquin und die anderen Autorinnen, darunter Marie-Reine Guindorf und Désirée Gay, betonten die Notwendigkeit der Rechte der Frauen auf Scheidung, Bildung und Arbeit. Suzanne betonte insbesondere die Notwendigkeit des Schutzes der Mütter. 1834 veröffentlichte Voilquin Ma loi d'Avenir der Saint-Simonistin Claire Démar, nachdem sie und ihr Liebhaber Perret Desessarts sich umgebracht hatten.
Nachdem Enfantin 1834 aus dem Gefängnis entlassen worden war, folgte Voilquin dem Aufruf der Saint-Simonisten, die Bewegung in der ganzen Welt bekannt zu machen. Im April 1834 kündigte sie an, sich anderen Saint-Simonistinnen wie Clorinde Rogé anzuschließen und nach Ägypten zu reisen, um mit den französischen Ärzten, Wissenschaftlern und Ingenieuren, darunter Ferdinand de Lesseps, zusammenzuarbeiten. Voilquin verpflichtete sich zu einem „Leben der aktiven Propaganda“, mit dem sie sich selbst versorgen wollte, um anderen Frauen zu zeigen, dass auch sie unabhängig sein konnten.
In Ägypten, wo viele Menschen wegen der Pest unter Quarantäne standen, gab es kaum Arbeit. Voilquin begann, einem französischen Arzt zu helfen, der sie in Medizin unterrichtete, wenn sie im Gegenzug seine ägyptischen Kinder betreute. Sie studierte Arabisch und lernte in seiner Klinik und in den Harems Medizin, wobei sie oft arabische Männerkleidung trug. Voilquin erkrankte an der Pest, und obwohl sie überlebte, starben viele ihrer Freunde, einschließlich des Arztes und seiner Familie, daran. Nachdem die Pläne für ein Frauenkrankenhaus gescheitert waren, kehrte Voilquin nach Frankreich zurück.
In Frankreich ließ sich Voilquin als Hebamme ausbilden, studierte Homöopathie und setzte sich weiterhin für Frauen ein. 1838 versuchte sie erfolglos, einen Mütterverein zur Unterstützung junger Mütter zu gründen. Es gab wieder kaum Arbeit, und um sich selbst, ihren kranken Vater und ihren Bruder, der ein politischer Gefangener war, zu unterstützen, ging Voilquin 1839 nach Russland. Das Leben in Sankt Petersburg war schwierig für sie, sie fand kaum Arbeit und die Kälte des Winters beeinträchtigte ihre Gesundheit. 1846 kehrte sie nach Frankreich zurück.
Mit der Französischen Revolution von 1848 kamen die Frauenrechte wieder in die Diskussion. Voilquin schloss sich anderen Feministinnen und Saint-Simonistinnen an, darunter Eugénie Niboyet, Pauline Roland, Jeanne Deroin, Désirée Gay und Elisa Lemonnier, um sich für die Rechte der Frauen in den Bereichen Arbeit und Bildung einzusetzen und für La Voix des Femmes zu schreiben. Voilquin organisierte Krankenschwestern und gründete die Gesellschaft der Vereinigten Hebammen. Angesichts des Scheiterns der Republik, fehlender finanzieller Mittel und feindseliger Maßnahmen der Regierung verließ Suzanne erneut Frankreich, diesmal 1848 in Richtung Louisiana. Über Voilquins Aktivitäten in New Orleans gibt es kaum historische Aufzeichnungen. Sie folgte dort ihrer Schwester, die 1849 starb. Suzanne kehrte 1860 nach Frankreich zurück. Sie veröffentlichte 1866 ihre Memoiren Souvenirs d'une fille du people: ou la Saint-simonienne en Égypt.
Suzanne Voilquin starb 1876 in Saint-Mandé.

## Werke
- Mémoires d’une saints-simonienne en Russie (1839-1846). Hrsg.: Maïté Albistur und Daniel Armogathe (= Pour chacune. Band 29). Éditions des femmes, Paris 1977, ISBN 978-2-7210-0152-8.
- Souvenirs d’une fille du peuple ou Saint-simonienne en Égypte. E. Sauzet, Paris 1866 (google.de).
- Diverse Zeitschriften-Artikel